# Xa lộ Liên tiểu bang 82
Xa lộ Liên tiểu bang 82 (tiếng Anh: Interstate 82 hay viết tắt là I-82) là một xa lộ liên tiểu bang dài 143,58 dặm (231,07 km) kéo dài từ I-90 tại Ellensburg, Washington đến I-84 gần Umatilla, Oregon tại Hoa Kỳ. Trong tiểu bang Washington, nó phục vụ các thành phố Ellensburg, Yakima, và vùng đô thị Tri Cities (qua ngã I-182). Tại tiểu bang Oregon, nó phục vụ Umatilla và Hermiston. Đây là một xa lộ then chốt đi về phía tây đến thành phố Seattle và về phía đông đến thành phố Boise và Thành phố Salt Lake (qua ngã I-84 và I-15). Mã số I-82 vi phạm luật mã số của Hệ thống Xa lộ Liên tiểu bang vì thứ nhất xa lộ này nằm về phía bắc I-84 (luật mã số quy định mã số xa lộ tăng từ phía nam lên phía bắc đối với các xa lộ liên tiểu bang có số chẵn), thứ hai nó thật sự là một xa lộ chính yếu bắc-nam nhưng lại mang mã số chẵn (số chẵn là xa lộ đông-tây). I-84 ban đầu được đặt là I-80N nhưng nhận mã số như hiện tại vào năm 1980 như một phần của nỗ lực loại bỏ các xa lộ có đuôi mẫu tự.
I-82 vượt qua Lạch Selah bằng Cầu Fred G. Redmon. Khi cầu này thông xe ngày 2 tháng 11 năm 1971, nó là cầu hình cung bê tông dài nhất tại Bắc Mỹ. Cầu này dài 549 foot (167 m) bắt ngang qua con lạch. Năm 1999, có kế hoạch nối dài xa lộ I-82 xuống tận phía nam xuyên qua tiểu bang Oregon. Ba xa lộ được đề xuất nhưng tất cả đều bị bác bỏ.

## Mô tả
|           | dặm    | km     |
| --------- | ------ | ------ |
| WA        | 132,57 | 213,35 |
| OR        | 11,01  | 17,72  |
| Tổng cộng | 143,58 | 231,07 |

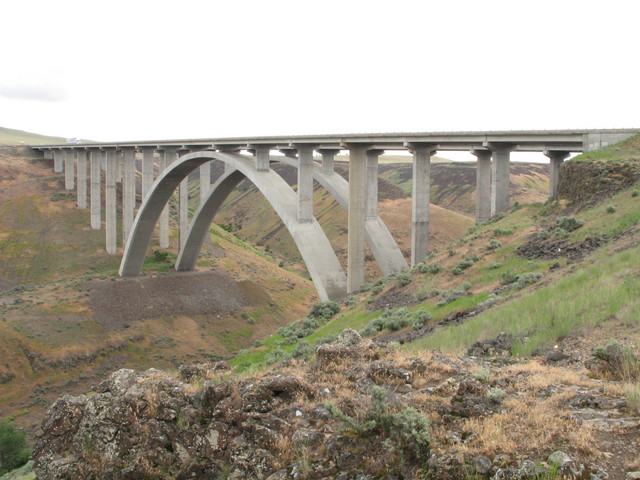
Cầu Fred G. Redmon mang I-82 trên Lạch Selah ở phía bắc Selah.

I-82 bắt đầu tại một nút giao thông khác mức với I-90 và Quố lộ Hoa Kỳ 97 (US 97) tại Ellensburg. Tại điểm này, I-82/US 97 bắt đầu đi theo hướng đông nam đến thành phố Yakima. Trước khi vào Yakima, I-82/US 97 giao cắt Xa lộ Tiểu bang Washington 821 (SR 821) và Xa lộ Tiểu bang Washington 823 (SR 823) trong khi đi qua Trung tâm Huấn luyện Yakima.
Ngay phía bắc Selah, xa lộ đi qua Lạch Selah bằng Cầu Fred G. Redmon, cây cầu hình cung bằng bê tông dài nhất tại Bắc Mỹ vào thời điểm khánh thành với chiều dài 549 foot (167 m) ngang qua con lạch. Từ cầu, I-82/US 97 đi từ Selah vào thành phố Yakima. Tại Yakima, I-82/US 97 nhập vào Quốc lộ Hoa Kỳ 12 và cắt ngang Xa lộ Tiểu bang Washington 24. Sau khi rời Yakima và Union Gap, US 97 tách khỏi I-82/US 12. I-82 sau đó đi vào Khu dành riêng cho người bản thổ Mỹ Yakama khi nó bắt đầu quay hướng đông về phía vùng Tri-Cities. Ở phía tây Toppenish, I-82/US 12 cắt Xa lộ Tiểu bang Washington 22, và sau đó đi theo hướng đông qua Zillah và đi vào Granger nơi nó giao cắt với Xa lộ Tiểu bang Washington 223.
Sau khi rời Granger và Khu dành riêng cho người bản thổ Mỹ Yakima, xa lộ tiếp tục đi hướng đông đến Sunnyside, tại đó xa lộ giao cắt SR 241. Sau đó, I-82/US 12 quay về đông bắc đi qua Grandview và đến Prosser là nơi SR 22 giao cắt xa lộ I-82. Từ Prosser, xa lộ quay hướng đông bắc vào Benton City là nơi SR 224 và SR 225 giao cắt I-82/US 12. Từ Benton City, xa lộ đi hướng đông về phía Richland khi I-182 bắt đầu và US 12 nhập vào I-182 đi vào Richland. Từ nút giao thông, I-82 đi hướng đông nam quanh vùng Tri-Cities và nhập Quốc lộ Hoa Kỳ 395. Sau khi nhập US 395, xa lộ đi về hướng nam và sau đó hướng tây để vào Plymouth là nơi xa lộ giao cắt SR 14 và rời tiểu bang Washington bằng Cầu Umatilla bắt trên Sông Columbia để đi vào tiểu bang Oregon.

Sau khi qua cầu, I-82/US 395 vào Umatilla là nơi US 395 rời khỏi tại nơi giao cắt với US 730. Sau khi rồi Umatilla, xa lộ đi theo hướng tây nam và đi qua Kho quân dụng Umatilla trước khi kết thúc tại I-84/US 30 ở phía tây nam Hermiston.

## Các xa lộ phụ
- Xa lộ Liên tiểu bang 182